# Dia da Lembrança

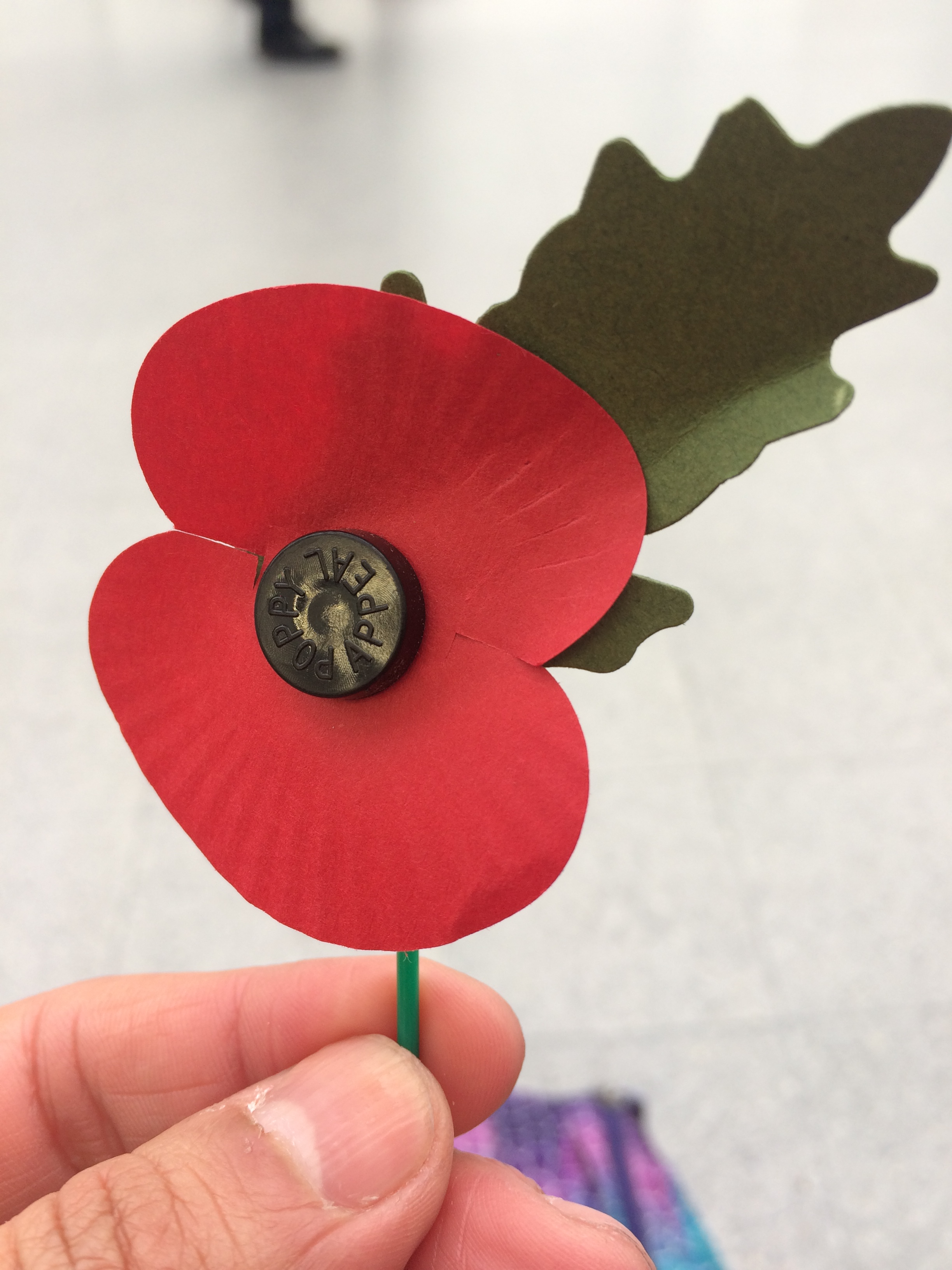
Papoila utilizada no Dia da Lembrança

O Dia da Lembrança (em inglês: Remembrance Day, também conhecido como Dia da Papoila, Dia do Armistício ou Dia dos Veteranos) é um dia reservado nos países da Commonwealth para lembrar os sacrifícios dos membros das forças armadas e civis em tempos de guerra, especificamente desde a Primeira Guerra Mundial.
Comemora-se geralmente no dia 11 de novembro, dia em que terminaram os confrontos da Primeira Guerra Mundial, de acordo com o armistício alemão. Foi estabelecido pelo rei Jorge V no dia 7 de novembro de 1919, depois da proposta de Edward George e Wellesley Tudor Pole, com o fim de recordar os mortos durante a Primeira Guerra Mundial.
A Papoila da lembrança converteu-se num emblema familiar do Dia da Lembrança pelo poema In Flanders Fields.

## O cumprimento na Commonwealth
É comum que britânicos, canadianos, sul-africanos, australianos e neozelandeses incluam um ou dois minutos de silêncio na undécima hora do undécimo dia do undécimo mês (11h00, 11 de novembro), já que marca a hora (no Reino Unido) em que entrou em vigor o armistício.
O Serviço de Lembretes em muitos países da Commonwealth geralmente inclui o toque de "Last Post", seguido pelo período de silêncio, posteriormente o toque de "The Rouse" (com frequência erroneamente denominado "Diana") finalizando com a interpretação da "Ode of memory" (em inglês: Ode of Remembrance). Canções como "Flowers of the Forest", "Ou Valiant Hearts", "I Vow to Thee, My Country" e "Jerusalem" se interpretam durante o serviço. Os serviços também incluem coroas estabelecidas para honrar os mortos, uma bênção, e os hinos nacionais.